# Xã Little Caney, Quận Chautauqua, Kansas
Xã Little Caney (tiếng Anh: Little Caney Township) là một xã thuộc quận Chautauqua, tiểu bang Kansas, Hoa Kỳ. Năm 2010, dân số của xã này là 329 người.